# Waldemar José Solha
Waldemar José Solha (Sorocaba, 1941), é um escritor, cordelista, ator e artista plástico brasileiro.

## Bio-bibliografia
Nascido em Sorocaba, São Paulo, radicou-se em João Pessoa, Paraíba desde 1962.
Escreveu os romances:
- "Israel Rêmora", Prêmio Fernando Chinaglia 1974, editado pela Record em 1975;
- "A Canga", 2º prêmio Caixa Econômica de Goiás, 1975, editado pela Moderna, de São Paulo, em 1978, e pela Mercado Aberto, de Porto Alegre, em 1984
- "A Verdadeira História de Jesus", editado pela Ática, de São Paulo, em 1979
- "Zé Américo Foi Princeso no Trono da Monarquia", lançado pela Codecri em 1984
- "A Batalha de Oliveiros", Prêmio INL 1988,publicado pela Itatiaia, de Belo Horizonte, em 1989
- "Shake-up", publicado pela editora da UFPb em 1997

E ainda o poema longo "Trigal com Corvos", publicado pela Palimage, de Portugal, em 2004, Prêmio João Cabral de Melo Neto 2005 como melhor livro de poesia do ano anterior e "História Universal da Angústia", Prêmio Graciliano Ramos 2006 e finalista do Prêmio Jabuti 2006.
W. J. Solha tem passagens também pelo teatro. Escreveu e montou "A Batalha de OL contra o Gígante Ferr" em 1986, e "A Verdadeira História de Jesus" em 1988. Escreveu também "Os Gracos" (inédito), "A Bagaceira" e "Papa-Rabo"(montadas por Fernando Teixeira em 1982 e 1984), "Burgueses ou Meliantes" (montada por Ubiratan de Assis em 1988), "A Batalha de Oliveiros contra o Gigante Ferrabrás", Montada por Ricardo Torres em 1991.
Fez os textos para "Cantata Pra Alagamar", música de José Alberto Kaplan, gravação Discos Marcus Pereira 1980, "Os Indispensáveis", para música de Eli-Eri Moura, apresentada em João Pessoa em 1992.
Trabalhou como ator nos filmes "O Salário da Morte", dirigido por Linduarte Noronha e lançado em 1970, no papel do Pistoleiro, "Fogo Morto", dirigido por Marcus Farias, "Soledade", dirigido por Paulo Thiago (ambos de 1975), "A Canga", de Marcus Vilar, em 2001 e "Lua Cambará", dirigida por Rosemberg Cariry em 2002
É autor dos painéis "Homenagem a Shakespeare", de 1997, em exposição permanente no auditório da reitoria da UFPb, e "A Ceia", de 1989, no Sindicato dos Bancários da Paraíba.
Waldemar José Solha é tio da atriz brasileira Eliane Giardini;[carece de fontes?] os dois trabalharam juntos no filme O Salário da Morte, em que W. J. Solha fez o papel de um pistoleiro que, após assassinar o político Sr. Chico Gregório (Edgard Miranda) é abrigado na casa da Dona Severina (Margarida Cardoso), mãe de uma jovem de exuberante beleza e vivacidade, Joaninha (Eliane Giardini).

### Cinema
| Ano  | Título                                      | Personagem            | Notas          |
| ---- | ------------------------------------------- | --------------------- | -------------- |
| 1971 | O Salário da Morte                          | Pistoleiro            |                |
| 1976 | Fogo Morto                                  | Tenente Maurício      |                |
| 1976 | Soledade, a Bagaceira                       | Delegado              |                |
| 1997 | Bocage, o Triunfo do Amor                   | Padre com Santíssimo  |                |
| 2001 | A Canga                                     | Ascenço Teixeira      | Curta-metragem |
| 2002 | Lua Cambará - Nas Escadarias do Palácio     | Coronel Pedro Cambará |                |
| 2008 | Bezerra de Menezes: O Diário de um Espírito | Freire Alemão         |                |
| 2012 | O Som ao Redor                              | Francisco             |                |
| 2012 | Era Uma Vez Eu, Verônica                    | José                  |                |
| 2012 | A Vida Noturna das Igrejas de Olinda        | Narrador              | Curta-metragem |